# Ла Кантера (Карбо)
Ла Кантера (шп. La Cantera) насеље је у Мексику у савезној држави Сонора у општини Карбо. Насеље се налази на надморској висини од 650 м.

## Становништво
Према подацима из 2005. године у насељу су живела 3 становника.

### Хронологија
| Година       | 2005 |
| ------------ | ---- |
| Становништво | 3    |

### Попис
| # | Индикатор                        | Вредност |
| - | -------------------------------- | -------- |
| 1 | Укупно појединачних домаћинстава | 1        |